# 熊谷俊人
熊谷 俊人（くまがい としひと、1978年〈昭和53年〉2月18日 - ）は、日本の政治家。千葉県知事（公選第21・22代）。無所属。千葉市長（3期）、千葉市議会議員（1期）を務めた。

## 来歴
奈良県天理市で生まれ、千葉県浦安市と兵庫県神戸市で育つ。小学生の時に歴史漫画や歴史シミュレーションゲームを通じて歴史に興味を抱き、中学生時代は通学時間のほとんどを歴史小説の読書に費やした。その後、現代の政治に目を向け、NHKや民放各局の政治討論番組を見ることが習慣になる。
白陵高等学校在学時に、神戸市須磨区の自宅が阪神・淡路大震災で被災する。同じ程度の揺れでも地域により被害に差があることや、被害者の生活再建、市街の建て替えや道路拡幅といった復興過程の問題を目の当たりにして、地方政治・地方行政への思いが高まる。
早稲田大学政治経済学部経済学科へ進学するとインターネットに傾倒してプログラミングを独習する。歴史愛好家のためのウェブサイトを開設し、ITを活用して積極的に情報を受発信する。2001年に卒業してNTTコミュニケーションズ株式会社へ入社する。

### 政界入り・千葉市議会議員
2006年春に、NTTコミュニケーションズ社内関係者から紹介を受け、2007年に予定されていた千葉市議会議員選挙に向けた民主党の候補者公募へ応募し、NPO法人政策学校 一新塾にも第18期生として入塾する。

2006年に民主党が実施した千葉市議会議員選挙の候補者公募に合格する。2007年4月の千葉市議会議員選挙に稲毛区選挙区から民主党の候補として立候補し、得票率1位で当選した(定数9/14)。

### 千葉市長選挙
2009年4月22日に、引退の意向を表明していた千葉市長の鶴岡啓一が収賄容疑で逮捕された。4月27日に民主党千葉市協議会が熊谷を擁立することを確認すると、4月30日に熊谷は、この状況を踏まえて広く市民の支持を得るため民主党を離党し、無所属として正式に立候補を表明した。

#### 初当選
6月14日に行われた市長選に民主党・市民ネットワーク千葉県・新社会党の推薦を得て立候補する。事実上鶴岡の後継候補で自民党・公明党の推薦を得た前副市長の林孝二郎、元千葉市議で共産党公認の候補者らを、千葉市長選挙歴代最多得票数の170,629で破り、千葉市長に初当選した。投票率は43.50パーセント (%) であった。
31歳5か月の市長就任は、同年2月に当選した三重県松阪市長の山中光茂の当選時33歳を抜いて、現職最年少である。政令市の市長としては、神奈川県横浜市長の中田宏による初当選時37歳の記録を更新した。2021年3月に県知事選挙立候補のために辞職した時点でも、政令市市長で最年少であった。
熊谷は歴史愛好家の観点から、他自治体で前首長と異なる背景の候補者が当選した場合、幹部人事に失敗して孤立した例が多いことに着目し、市政の方針変更を掲げつつも局長など幹部体制は変えない、と発言した。日本経済新聞は自民党推薦の当選者を破った身でありながら、前首長時代の人事方針は踏襲する発言で市役所内の動揺を抑えたと報道された。

#### 市長選2選
2013年5月26日の千葉市長選挙に立候補した。対立候補は元市議の無所属新人と日本共産党の推薦候補となった日本共産党千葉県委員であった。自民党は自主投票とした。。3人が出馬した中で歴代最多票数を更新する得票数175,126で再選された。投票率は31.35%であった。
2014年にシティ・メイヤーズ・ファウンデーシが2004年から主催するワールド・メイヤー（世界市長賞）にノミネートされた。
2017年5月28日の千葉市長選挙に出馬し、歴代最多票数を更新する得票数182,081で三選される。投票率は29.07%であった。

### 千葉県知事選挙
2020年9月19日に、2021年春の千葉県知事選挙へ立候補を検討していることを表明した。
2020年11月2日に千葉県知事選挙へ立候補を表明し、後継者に元副市長の神谷俊一を指名した。
熊谷は千葉県知事選挙告示日の2021年3月4日に、立候補を届け出たのちに千葉中央公園で出陣式を催した。
熊谷は「県民党」を掲げて特定政党から推薦を受けなかったものの、立憲民主党や国民民主党、日本維新の会の各県支部から支援を受けた。公明党は自主投票を決め、自民党は対立候補を擁立・推薦していたので与野党対決となった。しかし、自民党参議院議員の石井準一など一部の国会議員からは協力を取り付けた。

#### 県知事当選後
2021年3月21日に、過去最多の140万票余りを獲得して千葉県知事に初当選した。
知事就任後の熊谷は知事選で対立し、県議会の過半数を握る自民党との関係改善を模索。コロナ対応の臨時医療施設の開設、東京湾アクアラインの通行料割引きといった自民党の重点政策に取り組む姿勢を見せ、自民党は2022年度当初予算案に賛成に回った。また、2021年10月の第49回衆議院議員総選挙では、与野党の激戦となっていた千葉県第10区において自民、立憲という両方の候補者の応援演説に立った。
2025年3月16日に執行された千葉県知事選挙に立候補し、85％を超える得票率で再選された。

## 在任時の主張・政策・制定条例など

### 千葉市長在任時
- コンビニエンスストアの店舗に陳列する成人向け雑誌にカバーを掛けるよう要請[28][29]した。
- 市章が初音ミクのシルエットに似ているとネット上で話題になったことを受け、2017年8月31日限定で、千葉市のウェブサイトで市章を初音ミクのデザインに置き換え[30][31]、市の知名度向上に貢献したとして千葉市が舞台のアニメ『やはり俺の青春ラブコメはまちがっている。』の原作ライトノベル筆者の渡航に感謝状を贈るなど、サブカルチャーを文化として扱っている[32]。
- 国が改正を図る健康増進法が当初の厚労省案から後退する可能性であることを受け、実効性がある千葉市独自の受動喫煙防止条例の制定に向けて2017年12月の市議会で検討することを表明[33]した。当初は「県全体でやるのが望ましい」と考えて千葉県へも働きかけたが、「県にはその考えがないということだった」として千葉市独自の条例制定を掲げた[34]。市民アンケートや市議会からの要望書提出などを経て、2018年9月に受動喫煙防止条例が自民党市議団も含めて全会一致で制定された[33][35][36]。規制対象店舗は、国の改正健康増進法の基準である客席面積100㎡を超える飲食店は8%だが、千葉市条例では66%[37][38]となる。
- 2019年1月29日に、性的少数者や事実婚のカップルが婚姻に相当する関係にあると認める「パートナーシップ宣誓制度」を開始した[39][40]。パートナーをLGBTQに限定せず、事実婚も適用するのは全国初[41]であった。
- 2020年1月7日に、誘致の是非を検討していた統合型リゾート (IR) について、申請見送り[42]を表明した。
- 政府が全国の小中高校に2020年3月2日から臨時休校を要請したことを受け、同日にツイッターで「全国一斉春休みまで休校･･･（中略）社会が崩壊しかねません」[43]と発言し、海外メディアでも報道された[44]。同日に共働き家庭で孤立するおそれがある小学校低学年生を、学校で分散して預かることを表明[45]した。密集する学童保育ではなく、学校で分散して預かる手法は千葉市モデルとして全国に波及した[46]。
- 2020年5月19日に、自身と副市長の7月分給与を30％減額し、減額分の約101万円を新型コロナウイルス感染症の流行対策の財源として新設する「新型コロナ医療・介護応援寄付金」に充てることを発表した。[47]。
- 市債残高を8年間で600億円以上削減して将来負担比率を306.4%から208.7%へ減少させ、政令市ワースト1位から脱却[48]した。
- 「近未来技術実証特区」として2016年1月29日に国家戦略特区に指定[49][50]された。
- グローバルMICE強化都市として、外国人宿泊者数を就任前に比較して3倍以上増加[51][52]させた。
- 幕張新都心の活性化を推進して年間来訪者を2,200万人から4,820万人へ倍増[53]させた。
- 保育所の入所児童数を約5,000人増加させ、首都圏の政令市で初めて、2014年から2015年度にかけて2年連続で待機児童を無くした[54][55]。
- 直接配布型の敬老給付金を廃止し、認知症対策や肺炎予防ワクチンの助成など別の高齢者事業に予算を振替えた[56]。
- 年平均2件程度だった企業誘致を2012年度から2015年度まで、それぞれ19件、25件、37件、35件と大幅に増加させ、1万人以上の雇用と年12.2億円以上の税収を創出[57]した。
- 可燃ごみ有料化の政策などで、焼却ごみの3分の1を削減してリサイクル率も6年連続で大都市で首位[58]となる。
- 千葉市へ移住後に加曽利貝塚を真っ先に訪れた。当時の貝塚は保存されていたが市政や市民らから、あまり重視されていなかった。市長当選後に周辺を整備して2017年に国の特別史跡に指定[5]された。
- 県営水道給水地域で上下水道料金の徴収率改善と事務やシステム運用コスト低減を目的として、2018年1月に千葉市を含む4市の徴収業務を一元化した。2016年度と比較して徴収率が 98.6%から 99.8%[59]、会計収支が2.2億円増[60]に改善した。

### 千葉県知事在任時
- 経済的な理由などで生理用品を購入できない「生理の貧困」への対応として、2022年から県立学校で非対面による生理用品の無償提供を開始[61]。2023年7月時点、全159校のうち中学校2、高等学校121、計123校で実現。同年4～6月の3か月間で非対面式7,401、対面式1,618、計9,019個の用品が利用される。養護教諭が利用変化を見極めスクールカウンセラーと連携する生徒の支援体制確立にもつなげた[62]。
- 2023年1月、農林水産省と交渉して地域未来投資促進法の特例が認められ、 成田市や富里市など9市町の農地を転用できる規制緩和を実現[63]。この特例を用いて、2023年3月、世界 14カ国でビジネスを展開するオーストラリア最大の不動産企業グットマングループによる千葉県多古町の約70ヘクタールの土地への巨大物流拠点開発誘致に成功[64]。加えて2023年9月に不動産投資開発企業のヒューリックが施設規模6棟、総延べ約45万9350㎡ にも及ぶ国際航空貨物コンビナート開発を計画していることを発表。2029年3月稼働予定[65]。
- 市町村と経費負担を半額ずつ折半し千葉県内の公立小中学校に通う第3子以降の児童・生徒の給食費の無償化を2023年1月から実現。県内全体でおよそ4万5000人が対象。無償化は子育て支援や少子化対策の一環として21年の知事選で公約に掲げている。全国の都道府県単位で初[66]。
- 千葉県内の全国最多の300か所にのぼる騒音や振動、悪臭、油の流出などにより住民問題になっている金属スクラップヤードに対応する規制条例を制定。全国の都道府県単位で初[67]。
- 男女共同参画に関する条例が全都道府県で唯一なかったが[68]、2023年12月の千葉県議会において、 「多様性尊重条例[69]」が議会定数95のうち自民党千葉県議員の50人中41人・立憲民主党議員と公明党議員の両党全員による議会賛成多数を得て成立した 。
- 千葉経済圏確立の取り組みとして、首長自ら宣伝を行う形を含む積極的な企業誘致活動を行った。自動制御機器メーカーSMC株式会社、メルセデス・ベンツ日本株式会社の本社移転、グーグル合同会社の日本初データセンター設立など、2022年98件、2023年84件となる過去最多企業立地件数を達成した[70][71][72][73]

## 人物
- 趣味は登山、詩吟、歴史[74]。
- TwitterなどのSNSを活用して積極的に情報発信している[75]。
- 千葉市長在任中の2015年（平成27年）、オモコロの企画で都市経営シミュレーションゲーム『シムシティ』をプレイし、人口10万人を達成するまでの期間をライターのヨッピーと競った[76]。
- 好きな食べ物はアップルパイ[77]。
- 好きな歴史上の人物は、近代日本のシステムを作った大久保利通[78]。

## 著書
- 熊谷俊人『青年市長が挑む市政改革 未来視点で大転換』ぎょうせい、2012年11月16日。ISBN 978-4-3240-9590-4。
- 熊谷俊人『公務員ってなんだ? 最年少市長が見た地方行政の真実』ワニブックスPLUS新書、2012年12月8日。ISBN 978-4-8470-6534-7。
- 熊谷俊人『選挙ってなんだ? 最年少政令市長が提案する制度改革』ワニブックスPLUS新書、2013年7月13日。ISBN 978-4-8470-6542-2。
- 熊谷俊人『千の葉をつなぐ幹となれ』千葉日報社製作　俊葉会販売、2020年9月1日。ISBN 978-4-600-00372-2。
- 熊谷俊人『千葉と守る　-思いをつなぎ、健康・安全な未来へ-』ワニブックス、2024年11月20日。ISBN　978-4847074967。